# Întâia epistolă a lui Pavel către corinteni
Întâia epistolă a lui Pavel către corinteni este a treia dintre epistolele pauline în canonul Noului Testament. Majoritatea covârșitoare a criticilor contemporani este în favoarea autenticității epistolei. Capitolul 13, descrierea dragostei creștine, este unul din cele mai faimoase pasaje biblice.